# Toni Berger
Anton „Toni“ Berger (Monaco di Baviera, 27 marzo 1921 – Monaco di Baviera, 29 gennaio 2005) è stato un attore tedesco, che fu attivo principalmente in campo teatrale e televisivo.

## Biografia
Fu celebre a teatro per il suo ruolo di Boandlkramer, portato in scena un migliaio di volte.
Sul piccolo schermo, apparve in oltre una novantina di differenti produzioni, a partire dall'inizio degli anni settanta. Tra i suoi ruoli più noti, figurano, tra l'altro, quello di Kometensepp nella serie televisiva Zur Freiheit (1987-1988), quello di Kuno Grameier nella serie televisiva Zwei Münchner in Hamburg (1989-1993), quello di Padre Ignatius Lechner nella serie televisiva La casa del guardaboschi (Forsthaus Falkenau, 1997-2005), ecc.

## Filmografia parziale

### Cinema
- L'uovo del serpente (The Serpent's Egg), regia di Ingmar Bergman (1977)
- Un mondo di marionette (Aus dem Leben der Marionetten), regia di Ingmar Bergman (1980)
- Doktor Faustus (1982)
- Seitenstechen (1985)
- Sugar Baby (Zuckerbaby), regia di Percy Adlon (1985)
- Anna (1988)
- Madame Bäurin (1993)
- Pumuckl und der blaue Klabauter (1994)

### Televisione
- Der Marquis von Keith - film TV (1972)
- Der Mensch Adam Deigl und die Obrigkeit - film TV (1973)
- Münchner Geschichten - serie TV, 1 episodio (1975)
- Der Kommissar - serie TV, 1 episodio (1975)
- Gestern gelesen - serie TV, 1 episodio (1975)
- Spannagl & Sohn - serie TV, 1 episodio (1975)
- Der Brandner Kaspar und das ewig' Leben - film TV (1975)
- Tatort - serie TV, 4 episodi (1975-1989)
- Die Lady von Chikago - film TV (1976)
- Der Anwalt - serie TV, 1 episodio (1976)
- Zwickelbach & Co. - serie TV, 1 episodio (1976)
- L'ispettore Derrick - serie TV, ep. 04x10, regia di Helmuth Ashley (1977)
- Polizeiinspektion 1 - serie TV, 7 episodi (1977-1988)
- L'ispettore Derrick - serie TV, ep. 05x04, regia di Alfred Vohrer (1978)
- Der alte Feinschmecker - film TV (1978)
- Il commissario Köster - serie TV, 7 episodi (1978-1986)
- Die Kinder - film TV (1979)
- Vater Seidl und sein Sohn - serie TV, 1 episodio (1979)
- Die unsterblichen Methoden des Franz Josef Wanninger - serie TV, 1 episodio (1982)
- Meister Eder und sein Pumuckl - serie TV, 8 episodi (1982-1989)
- Monaco Franze - Der ewige Stenz - miniserie TV (1983)
- Unsere schönsten Jahre - serie TV, 1 episodio (1983)
- Der Glockenkrieg - film TV (1983)
- Franz Xaver Brunnmayr - serie TV, 2 episodi (1984)
- Weißblaue Geschichten - serie TV, 8 episodi (1984-1993)
- Kir Royal - miniserie TV (1986)
- Irgendwie und sowieso - serie TV, 12 episodi (1986)
- Zur Freiheit - serie TV, 22 episodi (1987-1988)
- L'ispettore Derrick - serie TV, ep. 16x09, regia di Wolfgang Becker (1989)
- Zwei Münchner in Hamburg - serie TV, 37 episodi (1989-1993)
- Heidi und Erni - serie TV, 1 episodio (1990)
- L'ispettore Derrick - serie TV, ep. 17x08, regia di Wolfgang Becker (1990)
- Wer Knecht ist, soll Knecht bleiben - film TV (1991)
- Löwengrube - serie TV, 8 episodi (1991-1992)
- Im Schatten der Gipfel - serie TV (1992)
- Anna Maria - Eine Frau geht ihren Weg - film TV (1994)
- Unsere Schule ist die Beste - serie TV, 11 episodi (1994-1995)
- Daniel, Philipp und das Wunder der Liebe - film TV (1995)
- Solange es die Liebe gibt - serie TV, 11 episodi (1996)
- Der Bulle von Tölz - serie TV, 1 episodio (1996)
- Bonifaz, der Orgelstifter - film TV (1997)
- La casa del guardaboschi - serie TV, 47 episodi (1997-2005)
- Utta Danella - Der schwarze Spiegel - film TV (2000)
- Die Jacobi-Verschwörung - film TV (2001)
- Franz und Anna - film TV (2002)
- Café Meineid - serie TV, 1 episodio (2002)
- Die Rosenheim-Cops - serie TV, 1 episodio (2003)
- Zwei am großen See - serie TV, 1 episodio (2004)
- Der Bergpfarrer - film TV (2004)

## Onorificenze (lista parziale)
- 1978: Medaglia Ludwig Thoma della città di Monaco
- 1984: Bayerischer Poetentaler